# La cugina Kate
La cugina Kate è un romanzo sentimentale del 1968 scritto da Georgette Heyer.

## Trama
Kate Malvern è una bella orfana ventiquattrenne costretta a diventare una governante alla morte del padre. Tuttavia, a causa della sua giovinezza e della sua bellezza, perde il lavoro e chiede ospitalità alla sua vecchia nurse Sarah Nidd, mentre è alla ricerca di un nuovo lavoro. Sarah decide di agire e scrive a Lady Minerva Broome, una zia di Kate, che decide di portala a Staplewood la dimora di suo marito, Lord Broome. Dalla descrizione di zia Minerva, Kate immagina Staplewood come una casa calda, accogliente, mentre si scopre essere un luogo freddo e poco invitante. Anche se il marito della zia Minerva, Sir Timothy, è l'esatto contrario della donna, le permette di fare ciò che vuole. Poco dopo il suo arrivo, Kate incontra Torquil, il bell' erede di casa Broome, figlio di Minerva e Timothy. Lui è un giovane molto capriccioso e confida a Kate "come gli sarebbe piaciuto annegare in un lago". Kate scopre ben presto che zia Minerva, controlla sempre Torquil in maniera più o meno diretta. Tutto in Staplewood è molto formale, con Sir Timothy che abita in un'ala della casa, Torquil in un'altra e Minerva in un'altra ancora. Ben presto comincia a notare delle cose ben strane. Torquil sembra aver paura di sua madre e fa sempre quello che ella gli dice. Nel mezzo di una tempesta notturna, Kate si sveglia e trova la porta della propria stanza chiusa a chiave dall'esterno; di lì a poco sente un grido d'uomo. Quando la mattina seguente chiede delucidazioni alla zia, Lady Broome non è in grado di dare una risposta soddisfacente, ma semplicemente risponde che lei deve aver sentito Torquil spaventato della tempesta. Eppure l'urlo non sembrava Torquil, ma piuttosto come un uomo adulto. Dopo questo episodio arriva a Staplewood Philip Broome, amato nipote di Sir Timothy. Minerva sembra odiarlo e Torquil, prima che arrivi pare lo odi e lo tema, ma quando lo vede è felice della sua visita. Philip sembra subito prendere in antipatia Kate, anche se lei non sa il perché ma, dopo essersi conosciuti, Kate scopre che la sua unica ragione di antipatia per lei aveva a che fare con la zia. Intanto Kate è preoccupata perché non riceve lettere dalla signora Nidd, a sua volta molto preoccupata per lo stesso motivo. Kate comincia a pensare che la zia possa aver qualcosa a che fare con tutto questo, ma si rifiuta di accettare l'evidenza dei fatti. Eppure quando il signor Nidd, suocero della signora Nidd, arriva a Staplewood, scopre che nessuna delle sue lettere è arrivata e ha il sospetto che siano state intercettate. Scrive rapidamente una nota a Sarah, sapendo che questa volta giungerà a destinazione. Una notte Zia Minerva, facendo leva sul debito di gratitudine che Kate ha nei suoi confronti per averla accolta in famiglia, chiede a Kate di sposare Torquil e dare un continuo di dinastia ai Broome. Kate è scioccata e si rifiuta, ma la zia le dice di pensarci su. 
Durante una momentanea fuga con Philip quest'ultimo si propone a Kate, ma lei in un primo momento rifiuta, dicendo che non sarebbe corretto in quanto non possiede soldi, ma al persistere di Philip, accetta felicemente la proposta di matrimonio. Al ritorno a Staplewood trovano la casa nel caos perché Minerva sta male. Zia Minerva, nonostante la convalescenza, ancora una volta parla a Kate del matrimonio con Torquil. Kate si rifiuta ancora una volta e Lady Broome le dice che il suo consenso alle nozze col figlio sarebbe il pagamento per tutta la gentilezza ricevuta. Kate non vuole accettare una tale imposizione pertanto la zia Minerva spiega a Kate il perché lei desidera che sposi Torquil. Dopo l'aver dovuto rinunciare a una vita da signora mondana, Minerva era diventata ossessionata dai Broome e dal loro casato, e stabilito che Torquil avrebbe avuto un erede: ma Torquil è folle. Per questo lei è determinata a darla in moglie al figlio, per dare continuità alla dinastia. Kate è inorridita da ciò e lascia la stanza. Quando sente la voce della signora Nidd la implora di portarla via, ma la signora Nidd ricorda a Kate di ricomporsi e prende familiarità con la casa.
Presto Kate deve raccontare a Lady Broome del suo fidanzamento con Philip, ma quando lo fa Minerva ha una reazione terribile: chiama Kate sgualdrina e le rivolge numerose altre ingiurie, che le causano molti incubi. La mattina dopo è determinata a lasciare il più presto possibile la casa, ma prima che sia in grado di farlo, incontra Torquil e lo informa che è in partenza. Lui si arrabbia, ma non la oltraggia in alcun modo. In seguito la signora Broome viene trovata morta, dopo essere stata strangolata da Torquil. Torquil viene successivamente ritrovato annegato nel lago, come aveva descritto a Kate all'inizio. Philip e Kate sono lasciati ad affrontare la tragedia; anche se Kate è sconvolta per la morte di Torquil, Philip le ricorda che Torquil avrebbe avuto altrimenti una vita terribile e che la morte è un'alternativa migliore che vivere in manicomio.

## Edizioni
- (EN) Georgette Heyer, La cugina Kate, Milano, Mondadori, 1968,  p. 230, ISBN 978-88-7339-131-9.